# Охрид
Охрид је град у Северној Македонији, на североисточној обали Охридског језера и средиште истоимене општине. Охридска општина се састоји од града Охрида и још 28 села који заједно имају око 52.000 становника. Лежи у дну Охридског поља, на осамљеној вапненачкој хриди (792 m), која ртасто залази и високо се диже изнад Охридског језера (695 m). По таквом положају на хриди (на македонском уместо „брдо“ се каже „рид“, тако „у брду“=„во рид“,„о брдо“=„о рид“) дошло је словенско име Охрид. Од 1980. године су Охрид и Охридско језеро на списку светских баштина УНЕСКО-а.

## Историја
Охрид се спомиње већ у 3. веку п. н. е. Антички се звао Lihnidos, а језеро Лихнидско, што значи Бело Језеро. Тако се у житију Св. Наума спомиње, како је он подигао манастир „на исход Белаго Језера“ (почетком 10. века). Пошто су Римљани завладали овим крајевима (168. п. н. е.) један од најважнијих градова на путу Виа Егнатиа био је Lychnidus, главно средиште области Dassaretia у Илирији, а затим главни град провинције Нови Епир. За владе цара Диоклецијана (284. — 305. п. Хр.) и његовог савладара Максимилијаииа, у Охриду је проповедао хришћанство и био први епископ Св. Еразмо, мисионар из Антиохије. У 5. веку спомиње се Охрид као богата варош са тврђавом (479.), и као столица епископа Антонија (449—459) и Лаурентија (497.).
Крајем 9. века Охрид је постао средиште ширења хришћанства међу Словенима, на чему су тада започели у Охриду рад ученици Св. Ћирила и Методија: Св. Наум, први словенски монах и Св. Климент, први словенски епископ. У Охриду као духовном средишту балканских Словена подигнуто је тада и касније више знаменитих цркава, као Св. Софија и Св. Богородица Перивлепти. Охрид је био престолница цара Самуила (976—1014), а од епископије постао је 3 столицом охридске патријаршије. Пропашћу Самуиловог царства, охридска патријаршија је 1018. године сведена на степен архиепископије, а као таква трајала је све до укидања у 18. веку (1767).
Самуилова тврђава, мештена је на исокој хриди изнад језера, где је и најстарији део града са најважнијим црквеним грађевинама. Има осамнаест ула, које појачавају градске зидине са четворо врата.
Охрид је крајем 11. века претрпео је најезду Нормана из Италије, а затим је потпадао под Бугарску, па опет под Византију (13. век). Средином 12. века био је познат као важан трговачки град, а у 13. веку у граду је постојала јерменска трговачка насеобина. Српски краљ Душан је 1334. заузео Охрид. За владавине цара Душана управник града био је севастократор Бранко Младеновић, родоначелник владалачке породице Бранковића.
За време цара Душана постојао је на Охридском језеру знатан риболов, а у Охриду главни рибарски трг. Већина ловишта и рибара припадали су црквеним властелинствима. Тако је Душан као краљ (око 1337) приложио прилепском манастиру Трескавцу у Охриду метох цркве Св. Јована Богослова »с ловиштем« (сада Св. Јован Богослов и рибарски крај Канево), а једном повељом од 1342. до 1345. потврдио је властелинство охридском манастиру Св. Богородице Перивлепте. Том приликом приложио је манастиру ова рибарска насеља на Охридском језеру: Радобужда (сада Радожда) „с ловиштем“, Ходуништа (Удуништа) „с ловиштем“, Струга Вранијска и Струга Мала (варош Струга), у граду на језеру црква Св. Николе са „седам рибара“, Фругови Власи (Фригово и Мали Влај), црква и метох Св. Богородице у Радовлишти (Радолиште), Подмоли (Подмоље), Момлишта (Мумулиште), и још на Црном Дриму Луково „с ловиштем“.
За време цара Уроша Охридом је управљао ћесар Гргур, старији брат Вука Бранковића. Гргурова је задужбина манастир Наум (1361). — За владе краља Марка господарио је у Охриду његов рођак Андрија Гропа а ту је био и Гропин зет властелин Остоја Рајаковић. Гропа је у Охриду ковао новац са натписом: По милости Божијој жупан Гропа. Гропина је задужбина црква Стари Св. Климент (1378), а у цркви Св. Богородице Перивлепте (Св. Климент) налази се гроб (1379) и фреско-слика Остоје Рајаковића. У средњовековно време Охрид се звала и област око града и Охридског језера; сада се зове Оридско, а становништво Ориданци. После смрти краља Марка (1394), Охрид потпада под Османлије.
Првих неколико деценија под Турцима Охрид није страдао. Први пут је Охрид пострадао од Турака, када га је 1466. заузео Скендербег, па га је султан Мехмед II. поновно узео и одатле продро до Драча, а приликом повратка у Охрид поробио много охридских великаша и друфих становника и преселио их у Цариград. Тада је охридски архиепископ Доротеј држао код себе Кратовца Димитрија ђака, који му је преводио на српски велики црквени устав за потребе његових епархија. У 16. веку Охрид је био важан рибарски трг, нарочито се спомињу охридске пастрве и шарани (1510), а охридску рибу хвале млетачки путописци као чувену у свој Турској. Охрид је онда био слабо насељен, иако је био средиште санџака. У то доба под охридском архиепископијом био је и православни владика цијеле Италије са седам епархија (Пуљ, Абрузи, Калабрија, Басилика, Сицилија, Малта, Далмација).
За архиепископију је тада настало тешко доба. Архиепископа Валама су 1598. посекли Турци у Велесу. У 17. веку Охрид је познат у Русији као столица архиепископа и као град српске земље. Онда су и католици имали у Охриду надбискупа, чија се надбискупија рачунала у Српску земљу. Ради турског и арнаутског притиска и насељавања, а прогањања хришћана, православно становништво било је јако спало. 1664. било је у Охриду свега 142 куће православних.
У 18. веку Охрид је био врло значајно трговачко средиште на старом путу од Драча и Елбасана за Битољ и Македонију. Хршићанско становништво, које је држало главну трговину, било је веома богато и живело је раскошно, тако да су црквене власти средином тог века заклетвама и казнама приморавале Охриђане и њихове жене да не воде луксузан живот. Крајем 18. века Охрид је био једно од главних места битољског вилајета, врло утврђен град, живог караванског саобраћаја, а имао је до 5.000 становника. Онда је у њему загосподарила арбанашка породица Џеладин-бега. Она се држала царског одметника Али-паше Јањинског, а затим Мустафа-паше Скадранина.
Најзад је енергичним провођењем реформи у Турској узурпатор власти Џеладин-бег 1830. присиљен да бежи. Тада су порушени раскошни дворци Џеладин-бега, Горњи Шарај у тврђави. 1835. постао је седиште кајмакама. Тада је у вароши било око 6.000 становника, већином хришћана, а мало Арнаута и Турака. Поред великог рибарског трга за сушену и усољену рибу, у чаршији је било око 250 дућана. Средином 19 века Охрид је, поред риболова, био чувен и са трговином и преради кожа. Преко Драча се трговало са Лајпцигом. Бечом и Трстом. По једном опису из 1868. године: "Охрид је варош, поред којег протиче поток Драгор, са 4-5.000 становника на северном "брегу" (обали) Охридског језера, из којег се ваде најбоље јегуље. Варош је на лепом "брдељку", који има заравњен врх, па на њему има лепу цитаделу. У околини се копа сребро". Крајем 19. века имао је 2.409 кућа са 11.900 становника, од којих су 5.408 били муслимани, а остало хришћани. Трговина је после опадала због арнаутске анархије, а сва се главна привреда била свела скоро само на риболов.
Охрид је Српска војска ослободила 1912. а од 1918. до 1941. године припадао Краљевини Срба, Хрвата и Словенаца а од 1929. краљевини Југославији у саставу Вардарска бановине. Након Априлског рата Југославија бива подељена између Сила Осовине а Охрид окупирају Бугари.
Место је почело туристички да се развија у међуратном времену. Први модеран хотел "Сплендид" подигнут је 1926. године, а затим мења име у "Српски краљ" 1928. године. Хотел је отворио охридски трговац Антоније Радић, а налазио се поред пристаништа на језеру. Имао је три спрата, са великим рестораном и 18 комфорних соба. Преузела га је ЈНА 1947. године за свој дом, а 1960. године је порушен и ту је сад трг. Године 1932-1934. гради се други хотел "Турист" са 20 соба. Први хотел у Охриду био је "Оријент", који су 1911. године купили мештани браћа Фулеви и Божиновић. То је у ствари преуређен турски хан са 10 кревета на спрату. Одмах после Првог светског рата променио је име у "Велика Србија", а за време бугарске окупације, звао се привремено "Велика Бугарска".

## Срби у Охриду и околини
Године 1013. бугарски цар Самуило је преотео Охрид од српског Св. краља Владимира. Од 10. века Охридски архиепископ се називао "патријархом свију Бугара и Срба", задобивши тај назив као законито наследство од архиепископа прве Јустинијане (из 6. века), који су имали велики просветитељски уплив како на Бугаре, тако и на Србе од 6. до 7. века. На царском српском сабору у Скопљу 1347. године били су поред српског патријарха, бугарски патријарх и охридски архиепископ. Епископ српски "Дебрцки" који је ту седео од времена Св. Саве, се преместио из Охрида за време властелина Баошића, на једно место наспрам села Боровца. Ту су тада владали Баошићи, па су ту остале развалине те "Бискупије" и њиховог "града Ђурђа Баошића". Цариградски патријарх Јеремија I својом граматом из 1531. године припојио је српску (Пећку) патријаршију Охридској архиепископији. Охридски архиепископи су иначе владали српском црквом, још од 1459. године. Од пећког патријарха Макарија 1557. године, поново је самостална српска патријаршија. Област Пећке патријаршије и Охридске архиепископије прве Јустинијане, сједињена је са Цариградском патријаршијом тек 1765—1767. године.
Охрид је пре 1246. године био под влашћу Срба и Бугара, али га је освојио Михајло II епирски краљ. Никејски цар Јован Дука дао је тада моћном Михајлу деспотску титулу. Након сукоба и војног пораза Охрид је Михајло морао да 1254. године препусти Никејцима. Пао је Охрид са околином, у руке српског цара Стефана Душана, 26. августа 1340. године. Цар је Охрид и Прилип (Прилеп) предао префекту "Пладики" (или Плакиди). После смрти цара, остао му је тај посед у власништву. У Охриду је била тада црква "Андришка" позната, као српска задужбина. Син Плакиде, Душановог намесника био је Бранко, родоначелник Бранковића. Године 1361. севастократор Бранко био је "господин града Охрида". То је био отац Вука Бранковића, зета српског кнеза Лазара Хребељановића, који је био за време цара Душана, владар Срема и Мачве. Вук је од цара добио и Браничево, Кучево и "прочаја места". Вук Бранковић је био потом намесник Охрида, сматра се да је још за живота то намесништво, међу синовима његовим подељено.
У Струги код Охрида је једна српска породица која се бавила соколарством, добила турски ферман са повластицама 1724. године. По извештају француског генерала Мармона из 1807. године наводи се за Охрид - "пут којим се може ићи колима, а једним делом на коњу. Језик је арбанашки, влашки и српски. У дистрикту има осам хиљада муслимана, тридесет хиљада хришћана. У самом граду је 3000 становника; пола муслимани, пола хришћани".
Број кућа у вароши "Охри"(ду) среском месту, износио је 1838. године - 750. Ту се виде православни манастири Св. Петке и Св. Ђурђа. У Ђурђевском манастиру је зграда - седиште православног митрополита "Западне Албаније", и ту се поред цркве са звонима, налази и зграда "конвикт", при којој се учи осморо грчке и "словенске" деце.
У "Ориду" је отворена српска народна школа отворена 1858. године, па после дужег прекида поново прорадила по царској дозволи од 28. јула 1897. године. Њен управник био је Димитрије Грдановић кога су убили бугарски егзархисти из заседе. Та "Оридска" школа је четвороразредна, мушка и женска, са припремним разредом (забавиште). Када је 1899. године припремана Светосавска прослава у граду, Васељенска патријаршија није дозволила да православни свештеници чинодејствују, не само у храму него и у школи. Срби већ годину дана нису имали свог свештеника, јер нови није био рукоположен. Домаћин школске славе и настојник школе био је мештанин Таса Савић, а светосавску беседу је изговорио учитељ Јевта Грдановић. Вечерњу забаву је за грађанство приредио Д. Бојић. Ту је било 1900. године уписано 30 ђака, а учитељско тело чине тада: супружници Ђорђе и Христина Тасић, Јевта (син Димитрија) Грдановић.
Српски митрополит призренски Јоанићије се према турском ферману од 1808. године, почео називати и "Охридским".
Мађарско кривично право хтео је да боље упозна путем српске књиге 1831. године у Пешти, трговац Анђелко Наум Ћеро из Охрида. Помињу се 1832. године пренумеранти једне српске књиге из Охрида: Петар Димчоглић и Ангели Робе. У Охриду је рођен Цинцар Јанко Поповић крајем 18. века, у свештеничкој породици. Пребегао је у Србију 1800. године, и прво се населио у Ваљеву. Истакао се још као врло млад за време Првог српског устанка, као српски устаник и велики јунак. Од бимбаше Карађорђевог, напредовао је до титуле војводе пожаревачког. Умро је у 44-ој години, и као угледни, заслужни Србин 1833. године, сахрањен у порти манастира Раванице.
Руски научник В. Глигоровић је видео 1846. године у Струги код Охрида, код неког мештанина један од старих рукописа Душановог законика. Охрид је старословенски и први у "Мацедонији" град. Лежи на језеру званом "Лихнидом". У Охриду су живели у 19. веку "Старословени", и одатле се раширила Христова истина међу свим Словенима. Охридске су све цркве обновили Никола Жупан, Вукашин и Марко, "и други српски господари, и много подписа и надписа србски има". Књигу Стејићеву о забави купио је 1831. године претплатом у Ваљеву, Јанко Митровић из Охрида, иначе тада трговац Коцељевски. Купили су неколико примерака једне српске књиге у "Ориду" 1846. године: Наум Николић трговац (и 1839), са супругом Екатарином Јовановић. У Београду су један руски историјски роман преведен на српски језик узели претплатом Јана Тасић меанџија и Никола Ђорђевић из Охрида.
У Охриду је рођен истакнути српски национални радник Коста Групчевић, који је деловао у Цариграду. Између 1868—1874. године било је српских школа у селима "Охридске казе": Боровцу, Вевчану, Лешану, Смиљеву. Срби охридски су од 1870. године маргинализовани и изложени асимилацији. Охрид је тада био центар пропаганде и најјаче упориште Бугарских егзархиста, који су се наметнули словенском становништву, својом борбом против "Јелинства" - тачније владике Мелентија, Грка. Уз помоћ Руса, Бугари су 1873. године добили првог свог владику у Охриду, Натанаила. У околини Охрида у селу Дримколу страдао - убијен из пушке 1890. године од стране нападача Бугара, Србин, непокорни поп Стојан Крстић "из Подгорца", као "мученик за Српство". Српски свештеник у Охриду био је 1896. године поп Југовић, родом са Косова.
Постојала је 1889. године српска књижарница у Охриду, у којој се могао набавити српски календар "Голуб" који је излазио у Цариграду. Године 1903. "Цариградски гласник" је описао свечаност прославе празника Св. Саве у Охриду.

## Становништво
По последњем попису становништва из 2021. године, град Охрид је имао 38.818 становника, следеће националне припадности:
| Национални састав према попису из 2021.‍ | Национални састав према попису из 2021.‍ | Национални састав према попису из 2021.‍ | Национални састав према попису из 2021.‍ | Национални састав према попису из 2021.‍ |
| --------------------------------------- | --------------------------------------- | --------------------------------------- | --------------------------------------- | --------------------------------------- |
|                                         |                                         |                                         |                                         |                                         |
| Македонци                               | Македонци                               |                                         | 28.920                                  | 74,5%                                   |
| Албанци                                 | Албанци                                 |                                         | 1.924                                   | 4,9%                                    |
| Турци                                   | Турци                                   |                                         | 1.825                                   | 4,7%                                    |
| непописани                              | непописани                              |                                         | 3.421                                   | 8,8%                                    |

### Познате личности
| - Цинцар-Јанко Поповић (1779 — 1833) - Константин Робев (1818 — 1900) - Димитар Робев (1822 — 1890) - Григор Прличев (1830 — 1893) - Стефан Робев (1842 — 1880) - Коста Групчевић (1848 — 1907) - Наум Спространов (1851 — 1887) - Темко Попов (1855 — 1929) - Антон Кецкаров (1865 — 1945) | - Александар Протогеров (1867 — 1928) - Јевтим Спространов (1868 — 1931) - Георги Баласчев (1869 — 1936) - Стефан Јакимов Дедов (1869 — 1914) - Методи Патчев (1875 — 1902) - Христо Узунов (1878 — 1905) - Коста Абрашевић (1879 — 1898) - Иван Снегаров (1883 — 1971) - Спас Банџов (1904 — 1942) | - Димче Коцо (1910 — 1993) - Андон Дуков (1913 — 1944) - Иван Точко (1914 — 1973) - Борис Бојаџиски (1915 — 1959) - Димче Маленко (1919 — 1990) - Владимир Кањух (1929 — ) - Видоје Видичевски (1931 — ) - Димитар Пандев (1958 — ) - Драган Спасески (1960 — ) |

## Привреда

### Охридске рибе
Охридске рибе биле су познате још Страбону (умро 24. године после Христа). У нашим народним песмама славе се рибе од Орида. У Охридском језеру има до 17 врста риба. Највише се лови »питома риба«: белвица, стрв, кресница, летница и пастрмка или чиста риба, која је и најкрупнија (до 10 kg). Мање је укусна »дивља риба« од које су најситније: мренац, шљунец, плашица, грунец, моранец, скобаљ и мрена. Крупније су врсте и више се лове: скобуст, пиша, клен и крап или шаран, који је најкрупнији од свих (до 20 kg). Позната Охридска јегуља (до 3 kg) много се лови на истеку језера у ловиштима Црнога Дрима ниже Струге.
На самом језеру главна су ловишта код Охрида: Пештана, Трпезице, Калишта, Радожде, а преко арбанске границе код Лина и Подградца. Највјештији били некада рибари из Пештана и Трпезице који су имали посебне чунове, подешене и за буру на језеру, а рибу су хватали разним справама, којих је било око тринаест: пештански и мегдански влак, влаче, кључ, мрежа итд.

## Цркве и манастири у Охриду
- Црква Свете Софије
- Црква Светог Климента и Пантелејмона
- Црква Богородице Перивлепте
- Свети Никола Болнички
- Плаошник
- Свети Јован Канео
- Црква светог Димитрија
- Црква светог цара Константина и царице Јелене

## Манифестације
- Охридско лето, позориншна и музичка извођења, од јула до августа
- Балкански фестивал народних песама и ора, у јулу
- Балкански музички плоштад, музички фестивал у августу

## Побратимљени градови
| - Пиран, Словенија - Волонгонг, Аустралија - Будва, Црна Гора - Катвик, Холандија - Винковци, Хрватска - Пловдив Бугарска | - Даљен, Кина - Виндзор, Канада - Поградец, Албанија - Крагујевац, Србија - Инђија, Србија |

## Галерија
- Самуилова тврђава
- Охрид
- Поглед на Охрид од Галичица
- Тврђава
- Самуилова тврђава у Охриду
- Охрид
- Црква Св. Софија у Охриду
- Охрид
- Црква Свети Јован Канео
- Црква Богородице Перивлепте — место венчања српског краља Милутина
- Црква Богородице Перивлепте — поглед на комплекс
- Староградска (отоманска архитектура) — кућа Робевих
- Старе куће
- Панорама
- Црква Свети Климент
- Црквица Св. Богородица Челница у Охриду
- Поглед од антички театар
- Аеродром Св. Апостол Павле